# Çağlayan Alpsatan
Çağlayan Alpsatan (* 5. Januar 1993 in Altındağ, Ankara) ist ein türkischer Fußballspieler.

## Karriere

### Verein
Alpsatan kam in Altındağ, einem Stadtteil Ankaras, auf die Welt. Hier begann er mit dem Vereinsfußball in der Jugend von MKE Ankaragücü. Nachdem Ankaragücü in den ersten Wochen der Saison 2011/12 in finanzielle Engpässe geriet und über lange Zeit die Spielergehälter nicht zahlen konnte, trennten sich viele Spieler. Um den Weggang dieser Spieler zu kompensieren, wurden Spieler aus der Jugend- bzw. Reservemannschaft mit einem Profivertrag ausgestattet in den Profikader aufgenommen. So wurde auch Alpsatan im März 2012 in den Profikader aufgenommen und kam, durch den Mangel an Spielern begünstigt, insgesamt einmal zum Einsatz.
Zum Sommer 2012 machte Alpsatan von dem Umstand gebrauch, dass der Verein sein Gehalt nicht zahlen konnte und ihn freistellen musste und verließ Ankaragücü Richtung Stadtrivale Ankaraspor. Bei diesem Verein unterschrieb er vorerst einen Amateurverein und spielte für die Rerservemannschaft des Vereins, für Ankaraspor A2. Mit dieser Mannschaft gewann er überraschend die Meisterschaft der Reservemannschaftenliga, die der A2 Ligi.
Nachdem die Profimannschaft Ankaraspors für die Spielzeit 2013/14 die Teilnahme an der zweithöchsten türkischen Spielklasse, an der TFF 1. Lig, erlangte, wurde Alpsatan mit einem Profivertrag ausgestattet in diese Mannschaft aufgenommen. Nach dem vorsaisonalen Vorbereitungscamp ging er als Leihspieler zum Viertligisten Darıca Gençlerbirliği und in der Winterpause der gleichen Saison als Leihspieler zu Ankara Adliyespor.
Im Sommer 2014 wechselte er zum Ligarivalen Elazığspor und spielte für diesen eine Saison lang.

### Nationalmannschaft
Alpsatan spielte 2008 einmal für die türkische U-15-Nationalmannschaft.

## Erfolge
Mit Ankaraspor A2 (Rerservemannschaft)
- Meister der TFF A2 Ligi: 2012/13